# Put On
Put On è il primo singolo del rapper statunitense Young Jeezy estratto dall'album "The Recession". È stato prodotto da Drumma Boy e vi ha partecipato Kanye West.

## Informazioni
Nel brano, Kanye West fa uso di un effetto chiamato Auto-Tune, che ha la funzione di modulare la frequenza del timbro vocale e delle eventuali note musicali. Inoltre, Young Jeezy e Kanye West hanno cantato la canzone ai "BET AWARDS" del 2008.
Il brano fa parte della colonna sonora del videogioco Rockstar Midnight Club: Los Angeles.
"Put On" è stata pubblicata su iTunes il 3 giugno 2008 e ha avuto molto successo: ha raggiunto la posizione n.12 nella Billboard Hot 100, la n.3 nella Hot R&B/Hip-Hop Songs e la n.1 nella Hot Rap Tracks.

## Remix e freestyle
Il remix ufficiale è in collaborazione con Jay-Z ed è stato pubblicato il 29 luglio. Di seguito, sono elencati altri remix non ufficiali, nonché alcuni dei più importanti freestyle che molti artisti hanno realizzato sulla base della canzone:
- Remix feat. Lil' Kim & Kanye West;
- Remix by DJ Christion feat. Plies, 2 Pistols, DJ Khaled, Ace Hood, Acafool & Tom;
- Remix feat. Trae & Kanye West;
- David Banner freestyle;
- Chamillionaire freestyle (presente in "Mixtape Messiah 4");
- Ludacris freestyle (presente in "DJ Drama Presents: The Preview");
- Wale freestyle;
- Rick Ross freestyle;
- The-Dream freestyle;
- Maino freestyle;
- Lil' Kim freestyle;
- Gucci Mane freestyle;
- Ace Hood & Plies freestyle;
- Dolla freestyle;
- DJ Chea freestyle;
- Hot Dollar freestyle;
- Mims freestyle.

## Videoclip
Il videoclip ha debuttato nella classifica "106 & Park" della rete televisiva via cavo "BET" il 21 luglio 2008 ed è stato girato da Gil Green e dallo stesso Young Jeezy. Nel video, Jeezy rappa per le strade di alcuni sobborghi cittadini desolati, colpiti dal fenomeno della recessione, dove tutti sono in rivolta con le forze dell'ordine e c'è aria di cambiamento.
Il video presenta un cameo di Amber Rose

## Posizioni in classifica
| Chart (2008)                          | Posizione massima |
| ------------------------------------- | ----------------- |
| Billboard Hot 100 (USA)               | 12                |
| Billboard Hot R&B/Hip-Hop Songs (USA) | 3                 |
| Billboard Hot Rap Tracks (USA)        | 1                 |
| Billboard Pop 100 (USA)               | 42                |
| Billboard Hot Digital Songs (USA)     | 14                |
| Billboard Canadian Hot 100 (Canada)   | 46                |